# Jan Brokoff
Jan Brokoff alias Johann Brokoff (Szepesszombat, 1652. június 23. – Prága, 1718. december 28.) német nemzetiségű cseh szobrász, műhelyalapító. (További névváltozatok: Brockhoff, Prokoff, Prokov — MNL).

## Élete

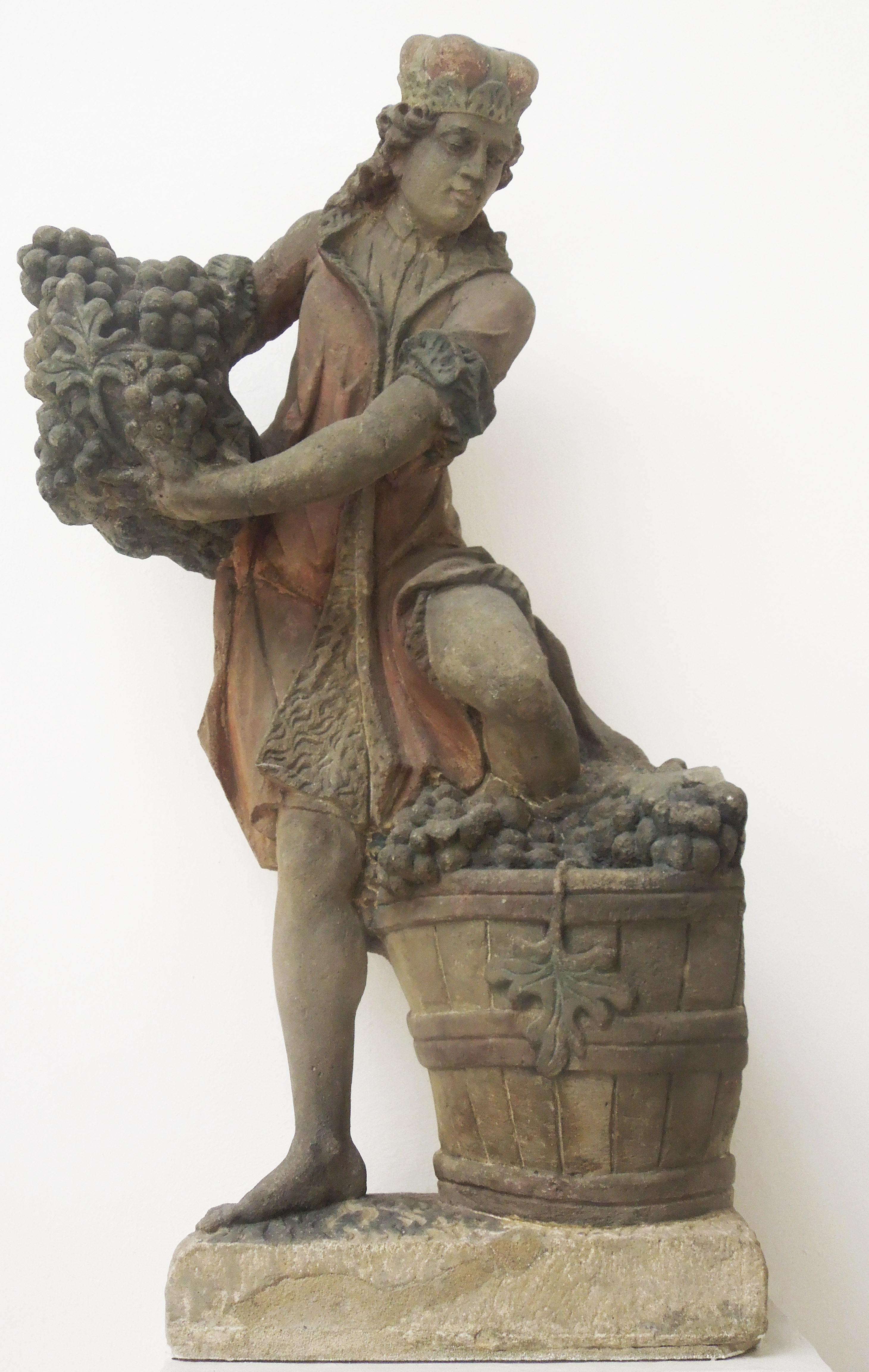
A szüretelő szent Vencel

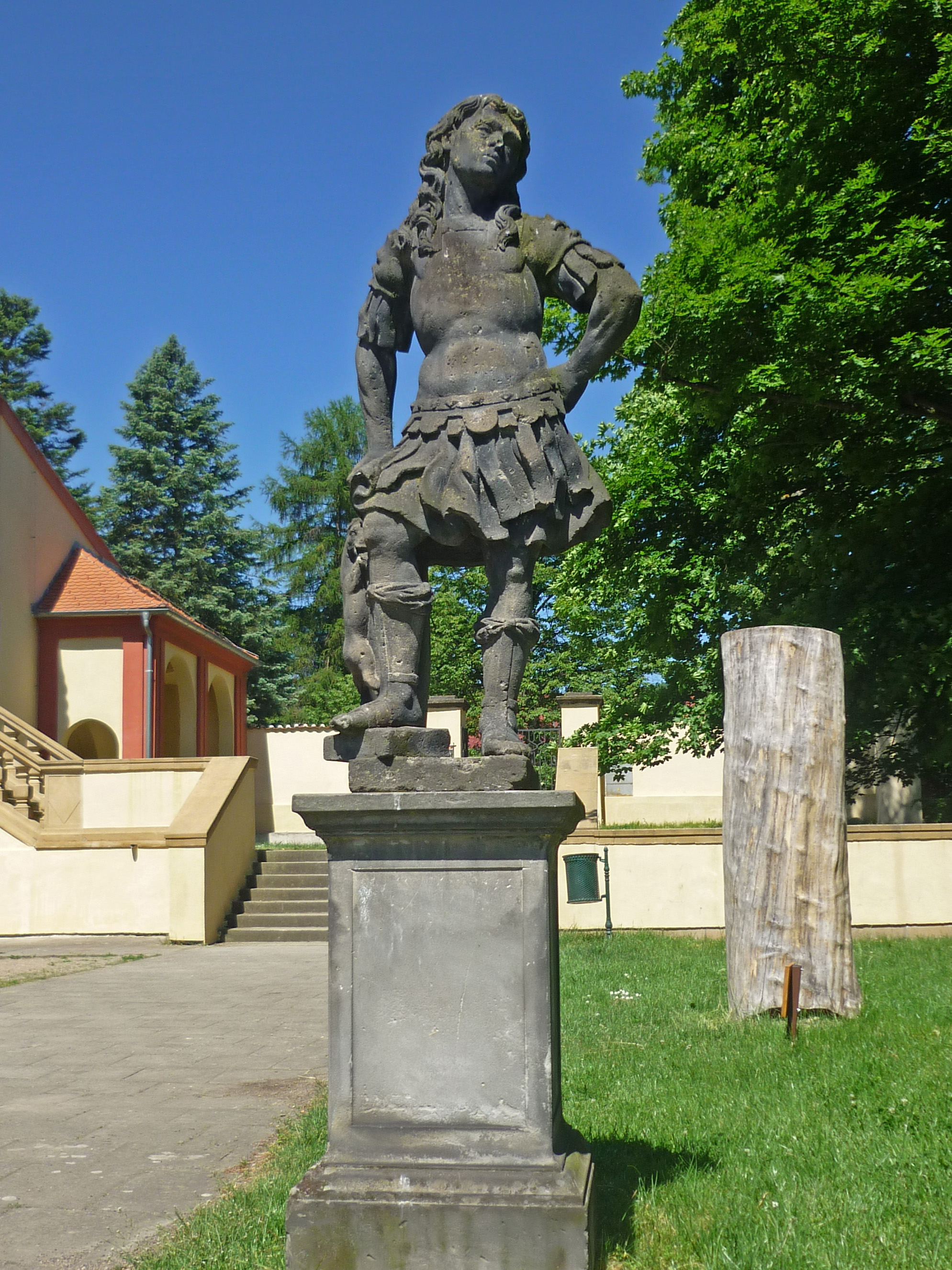
Klášterec nad Ohří allegorikus alakja

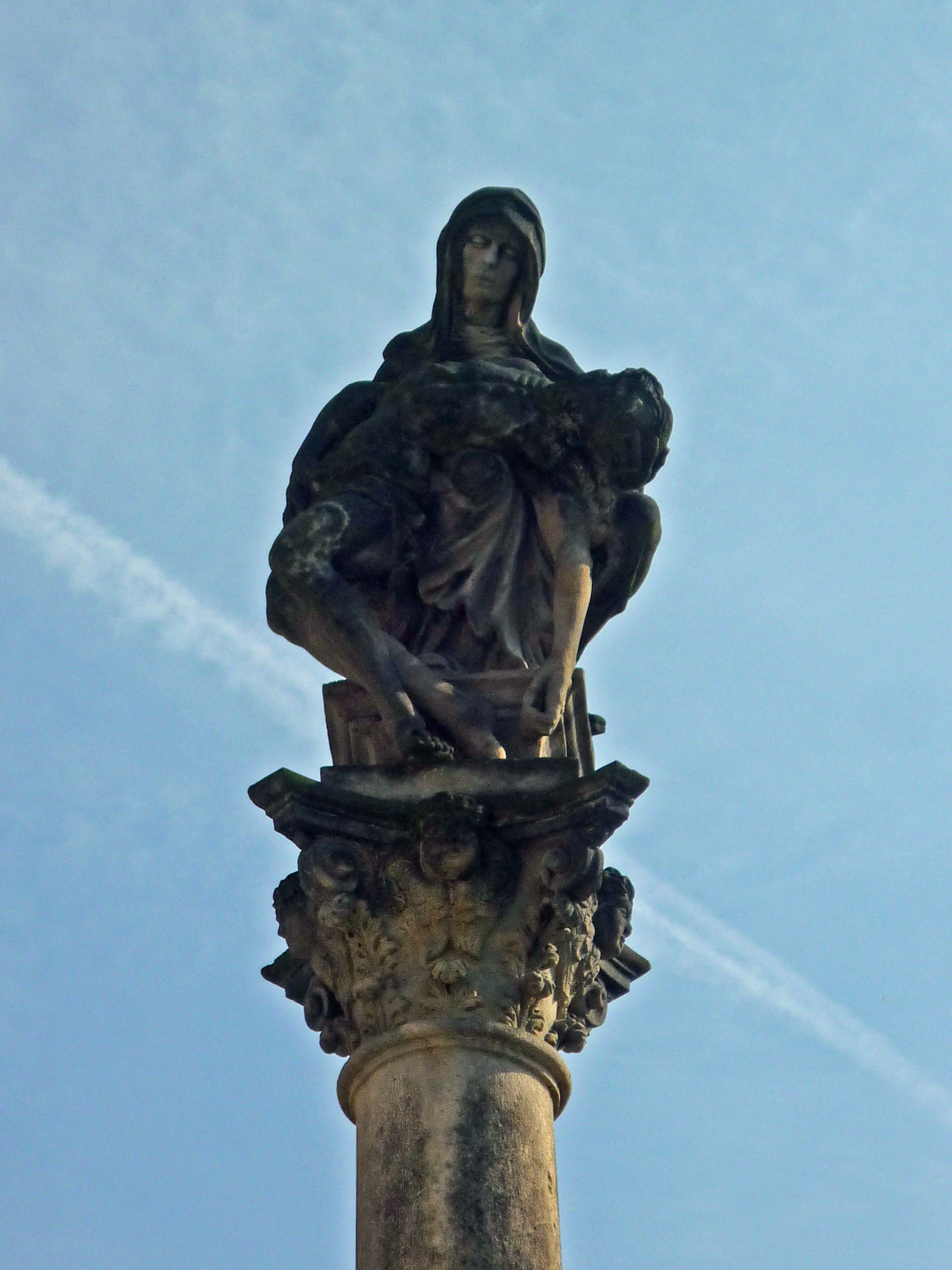
Pietà – Jirkovban

Cipszer családban született, és az időpontok alapján valószínűsíthető, hogy iskolai-művészi tanulmányait is a Szepességben végezte (MűvLex). 1675-ben kivándorolt Csehországba, és eleinte főleg Nyugat-Csehországban dolgozott. Három évvel később Prágában települt le. Hamarosan keresett művésszé vált és önálló műhelyt alapított, amelyben segédeivel és tanítványaival tömegesen állította elő a változatos témájú szobrokat.
1692-ben szerzett polgárjogot az Óvárosban (Staré město).
Feleségétől, Spingler Erzsébettől (csehül: Eliška) négy gyermeke született:
- Michal Jan Josef Brokoff,
- Ferdinand Maximilián Brokoff,
- Antonin Sebastian Brokoff (három fiú) és
- Anna Eleonora Brokoff (lány).

A két idősebb fiú apja mesterségét folytatta, és Ferdinand Maximilián Brokoff hírneve idővel túlszárnyalta apjáét; őt tartják a legjelentősebb cseh barokk szobrásznak. A harmadik fiú, Antonín Sebastian Brokoff idővel a császár udvari költője lett Bécsben.
Prágában halt meg; hamvait Vyšehrad temetőjében, a Slavínban helyezték el.

## Munkássága
A legtöbb neki tulajdonított munkáról nem állapítható meg, hogy mennyi benne Brokoff személyes részvétele: egyeseket saját maga mintázott meg, másokat csak tervezett — ezeket főleg Ferdinánd fia faragta készre, de a műhely más tagjai is közreműköd(het)tek elkészítésükben. Ezért többnyire úgy tüntetik fel, hogy az adott szobor „az ő műhelyében készült”.
1695-ben készítette el a Károly-hídon elhelyezett Pietà szobrot, amelyet 1859-ben átkerült Petřín-hegy alatt épült Borromei Károly kolostorba (Sorores Misericordiae Congregationis S. Caroli Borromei).
Fő műve Nepomuki Szent János szobra ugyancsak a prágai Károly hídon (MNL); ez a híd egyetlen bronzszobra. Brokoff fából faragta ki, és e makett alapján öntötték. Ugyancsak az ő műhelyéből került ki a Károly híd szoborcsoportjainak több további alakja, amelyeken azonban nagyobbrészt nem Brokoff, hanem Ferdinánd fia dolgozott.
További munkái:
- Szent József szobra és az Úr keresztelője eredetileg szintén a Károly hídon — az 1848-as forradalom idején megsérült szobrokat a Nemzeti Múzeum kőtárába helyezték át;
- a Szent Borbála-templom szobra (Manětínben);
- több szobra várakat, illetve kastélyokat díszít:
  - Klášterec nad Ohří,
  - Červený Hrádek kastély Jirkov közelében,
  - Libochovice,
  - Broumov kolostor stb.